# Cukrovar Modřany
Cukrovar Modřany (První česká a.s. pro rafinování cukru v Modřanech) je zaniklý průmyslový objekt v Praze 12, který se nacházel na pravém břehu Vltavy v jihozápadní části Modřan.

## Historie
Cukrovar byl postaven na pozemcích bývalého Panského mlýna, které roku 1861 koupil stavitel Zloch a započal s jeho výstavbou. Ještě nedokončenou stavbu prodal podnikateli Urbánkovi, který ji téhož roku na podzim dokončil.
Stavbu projektovala a stavěla firma Josefa Blechy z Karlína, zařízení dodala Daňkova strojírna. V říjnu roku 1881 firma iniciovala a finančně podpořila stavbu železnice z Vršovic do Modřan. Roku 1891 měl cukrovar 827 zaměstnanců a 35 parních strojů.
Prvními produkty rafinerie byly až do roku 1939 bílé homole, které po spodním odříznutí vážily v průměru 12,5 kg. Výrobní proces probíhal na půdách, v sušárně a balírně a trval 14 dní. 17. listopadu 1925 bylo do prvního člunu naloženo 307,5 tun krystalového cukru určeného pro Anglii. Pod cukernými sklady poté firma Lanna postavila vlastní přístaviště.
Ve 20. a 30. letech 20. století rozšířil výrobu o produkci kávových kostek, limonády, marmelády a šuměnek. Patentované čajové kostky „Elča“ (Elitní čaj) k přípravě 1/2 litru čaje měly citronovou nebo rumovou příchuť. Roku 1934 zavedl ing. Bauer jako svůj patent výrobu luxusních barevných kostek „Bridge“.
Pro výrobu marmelády byly používány vlastní zdroje ovoce - plody peckovin osázených na všech okolních pozemcích. Vysazeno bylo celkem 900 stromů, z nichž se některé dochovaly na východ od původního řepného složiště.
Roku 1936 do Modřan přesídlila bonbonárna „RA RA“ s vysoce kvalitními čokoládovými výrobky.

### Ochranná známka
Ochranná známka byla úředně schválena 26. ledna 1862:
„Dvouocasý lev v ní symbolizuje české podnikání. Později k němu přibyla šesticípá hvězda, jako symbol židovského finančního kapitálu, a kotva, znamenající, že veškerý export se nakládal do lodí přes Hamburk, i když šel do jugoslávských přístavů. Dole umístěné číslo B 280 znamená, že sídlo finanční správy bylo ve Vídni a písmeno B je odvozeno od německého názvu Čech - Böhmen.“

### Po roce 1948
Po skončení druhé světové války byl cukrovar začleněn do České společnosti pro průmysl cukerní v Praze. Výroba na kávovně byla ukončena a bonbonárna „RA RA“ zrušena. Do podniku Orion Modřany poté přešla část zaměstnanců. 1. ledna 1950 byly k závodu připojeny cukrovary v Uhříněvsi a Berouně a název organizace se změnil na Modřanské cukrovary, n. p. se sídlem v Modřanech. 1. ledna 1979 vznikla Výzkumná a vývojová základna cukrovarnického průmyslu, do které byl začleněn Výzkumný ústav cukrovarnický, který využíval cukrovar Modřany jako svůj experimentální závod.

### Po roce 1989
Cukrovar se stal součástí státní akciové společnost Cukrspol Praha-Modřany a spolu s touto společností byl privatizován.
Roku 2005 byly provozní stavby cukrovaru zbořeny, zachován zůstal pouze jeden z komínů (výstavba 1927, firma Brát a spol.), objekt sodovkárny (výstavba 1935, projekt Hukal a spol.) a vrátnice s trojúhelníkovým štítem (výstavba 1917, stavitel Pokorný).

### Panský mlýn
Původní Panský mlýn stával u řeky pod cukrovarem. Roku 1928 byl vykoupen a zrušen navigačním fondem a jeho mlýnské zařízení bylo odstraněno, aby „nepřekáželo plavbě po Vltavě“. Mlýn (dům s věžičkou) sloužil ve 20. století jako kanceláře.